# لابا
لابا هي بلدية في البرازيل، تتبع بارانا، بلغ عدد سكانها 44٬932  نسمة، في 2010، تبلغ مساحتها 2٬093٫859 كيلومتر مربع.

## الموقع
تشترك في الحدود مع:
- Palmeira, Paraná [الإنجليزية]‏
- Rio Negro, Paraná [الإنجليزية]‏
- Balsa Nova [الإنجليزية]‏
- Campo do Tenente [الإنجليزية]‏.

## مدن توأم
المدن التوأم:
- إسترانا.